# Canneto di Levico
Canneto di Levico este o arie protejată (arie specială de conservare — SAC, sit de importanță comunitară — SCI) din Italia întinsă pe o suprafață de 9,74 ha, integral pe uscat.

## Localizare
Centrul sitului Canneto di Levico este situat la coordonatele 46°00′28″N 11°16′45″E / 46.0079°N 11.2793°E.

## Înființare
Situl Canneto di Levico a fost declarat sit de importanță comunitară în iunie 1995 pentru a proteja 1 specie de plante și 42 de specii de animale. Situl a fost protejat și ca arie specială de conservare în martie 2014.

## Biodiversitate
Situată în ecoregiunea alpină, aria protejată conține 3 habitate naturale: Păduri de fag Luzulo-Fagetum, Lacuri eutrofice naturale cu vegetație de tip Magnopotamion sau Hydrocharition, Păduri aluvionare cu Alnus glutinosa și Fraxinus excelsior (Alno-Padion, Alnion incanae, Salicion albae).
La baza desemnării sitului se află mai multe specii protejate:
- plante (1): moșișoare (Liparis loeselii)
- păsări (36): lăcar mare (Acrocephalus arundinaceus), lăcar-de-mlaștină (Acrocephalus palustris), lăcar-de-lac (Acrocephalus scirpaceus), fluierar de munte (Actitis hypoleucos), pescăruș albastru (Alcedo atthis), rață mare (Anas platyrhynchos), egretă mare (Ardea alba), stârc cenușiu (Ardea cinerea), stârc roșu (Ardea purpurea), rață-cu-cap-castaniu (Aythya ferina), rața moțată (Aythya fuligula), rață roșie (Aythya nyroca), buhai de baltă (Botaurus stellaris), gușă vânătă (Cyanecula svecica), ciocănitoare pestriță mare (Dendrocopos major), presură de stuf (Emberiza schoeniclus), lișiță (Fulica atra), găinușă de baltă (Gallinula chloropus), stârc pitic (Ixobrychus minutus), sfrâncioc roșiatic (Lanius collurio), pescăruș râzător (Larus ridibundus), Locustella naevia, privighetoare (Luscinia megarhynchos), gaia neagră (Milvus migrans), codobatura galbenă (Motacilla flava), muscar sur (Muscicapa striata), vultur pescar (Pandion haliaetus), viespar (Pernis apivorus), cormoran mare (Phalacrocorax carbo), ciocănitoarea verde (Picus viridis), corcodel mare (Podiceps cristatus), cristei de baltă (Rallus aquaticus), rață cârâitoare (Spatula querquedula), huhurez mic (Strix aluco), corcodel mic (Tachybaptus ruficollis), pupăză (Upupa epops)
- nevertebrate (2): Austropotamobius pallipes, rădașcă (Lucanus cervus)
- pești (4): Barbus plebejus, Chondrostoma soetta, Cobitis bilineata, zglăvoacă (Cottus gobio)

Pe lângă speciile protejate, pe teritoriul sitului au mai fost identificate 16 specii de plante, 1 specie de păsări, 1 specie de amfibieni, 6 specii de mamifere, 2 specii de nevertebrate, 4 specii de pești, 5 specii de reptile.